# 프리티오프 난센급 호위함
프리티오프 난센급 호위함(Fridtjof Nansen class frigate)은 노르웨이의 이지스함으로 미국이 개발한 이지스 전투 시스템으로 운영되고 있다. 프리티오프 난센의 이름을 따왔다.

## 레이다 체계

### AN/SPY-1F
3차원 대공 레이다로 탐지거리 320km내에 있는 수백개의 목표물을 동시추적한다.

### RSR 210N
2차원 대공 레이다로 탐지거리는 5 sqm 기준 55km다.

## 함급 목록
| 함번 | 이름            | 주문            | 기공             | 진수             | 취역            |
| ---- | --------------- | --------------- | ---------------- | ---------------- | --------------- |
| F310 | 프리티오프 난센 | 2000년 6월 23일 | 2003년 4월 9일   | 2004년 6월 3일   | 2006년 4월 5일  |
| F311 | 로널드 아문센   | 2000년 6월 23일 | 2004년 6월 3일   | 2005년 5월 25일  | 2007년 5월 21일 |
| F312 | 오토 스베드로프 | 2000년 6월 23일 | 2005년 5월 25일  | 2006년 4월 28일  | 2008년 4월 30일 |
| F313 | 헬게 잉스테드 † | 2000년 6월 23일 | 2006년 4월 28일  | 2007년 11월 23일 | 2009년 9월 29일 |
| F314 | 토르 헤예달     | 2000년 6월 23일 | 2007년 11월 23일 | 2009년 2월 11일  | 2011년 1월 18일 |

## 같이 보기
- 작센급 호위함
- 23식 호위함
- 오리존테급 호위함
- 호바트급 구축함
- 이지스 전투 시스템